# Maasgouw
Maasgouw (Limburgsk: Maasgoew) er en kommune og en by, beliggende i den sydlige provins Limburg i Nederlandene. Kommunens areal er på 57,99 km², og indbyggertallet er på 23.737 pr. 1. april 2016.
Hvert år afholdes Wessummerbreeze i landsbyen Wessem. Det er et lokalt musikfestival.

## Byer
Maasgouw Kommunen består af følgende byer, landsbyer og bebyggelser per 1. januar 2012:
| Nederlandsk             | Limburgsk          | Indbyggere |
| ----------------------- | ------------------ | ---------- |
| Maasbracht/Brachterbeek | Brach/De Baek      | 7174       |
| Heel/Panheel            | Hael/Panhael       | 4454       |
| Thorn                   | Toear              | 2424       |
| Wessem                  | Wèssem             | 2134       |
| Linne                   | Lin                | 3657       |
| Beegden                 | Bieëgdje           | 1767       |
| Stevensweert            | Staeveswaert       | 1658       |
| Ohé en Laak             | G'n Oea en De Laak | 827        |
| Osen                    | Oeazje             | ?          |

## Galleri
- Slot i Heel
- Slot i Linne
- Medarduskerk i Wessem
- Festivalområde "De Driehoek" 
Wessummerbreeze i Wessem
- Hasselholt Slot